# Федерал-Дам (город, Миннесота)
Федерал-Дам (англ. Federal Dam) — город в округе Касс, штат Миннесота, США. На площади 5 км² (4,9 км² — суша, водоёмов нет), согласно переписи 2002 года, проживают 101 человек. Плотность населения составляет 20,6 чел./км².
- Телефонный код города — 218
- Почтовый индекс — 56641
- FIPS-код города — 27-20798[1]
- GNIS-идентификатор — 0656214[2]